# História de Gotemburgo
A história de Gotemburgo começa com a fundação da cidade fortificada em 1621, durante a Guerra dos Trinta Anos, quando a Suécia estava novamente em conflito armado com a Dinamarca-Noruega. A localização do novo porto comercial, único acesso direto da Suécia ao Mar do Norte e ao Atlântico, era altamente estratégica: resultado de séculos de conflito com os noruegueses ao norte, em Bohuslän, e os dinamarqueses, ao sul em Halland.

## Pré-história
A região na costa oeste da Suécia é habitada há vários milhares de anos. Durante a Idade da Pedra, houve um assentamento na atual Gotemburgo. Como reminiscência, existem onze gravuras rupestres na área de Gotemburgo.

## Antecessores de Gotemburgo

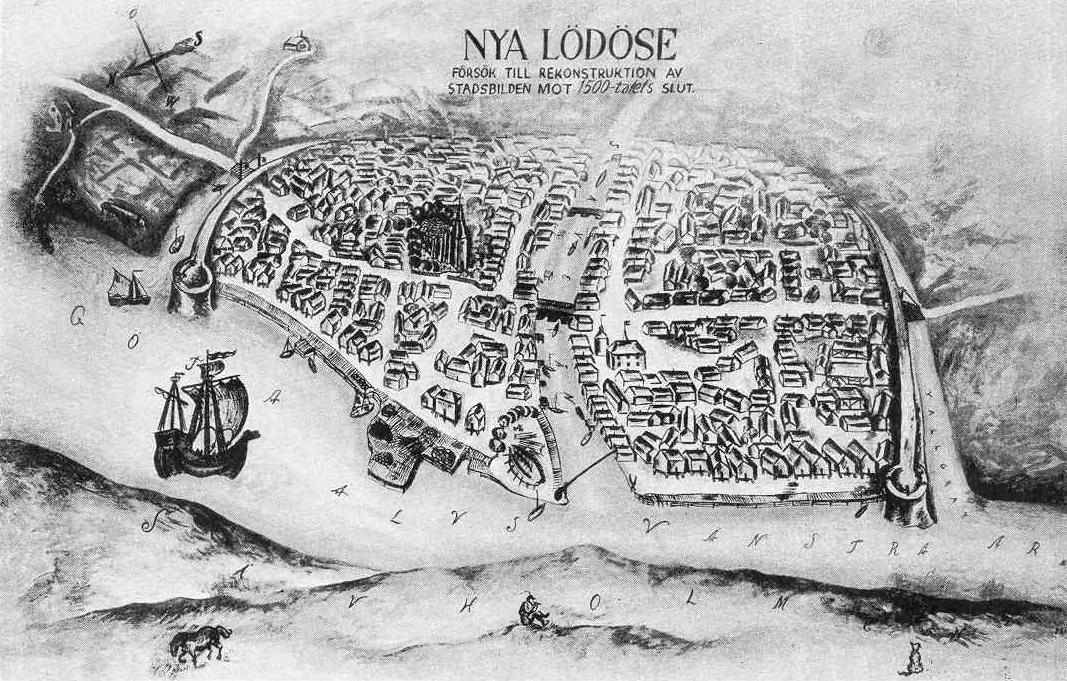
Nya Lödöse (Nova Lödöse) no final do século XVI

### Lödöse
O antecessor da atual Gotemburgo foi Lödöse, quarenta quilômetros a montante da atual cidade no rio Göta, que serviu como centro comercial e porto a oeste na Idade Média. No entanto, Lödöse teve problemas mais abaixo no rio — na Fortaleza de Bohus (atual Kungälv) os noruegueses e os dinamarqueses podiam controlar os navios de e para Lödöse, e em 1473 a cidade foi transferida para um novo local chamado Nya Lödöse (Nova Lödöse, onde o atual subúrbio Gamlestan em Gotemburgo é hoje). Mas o novo assentamento também teve seus problemas, e os moradores da cidade tiveram que buscar proteção na antiga Fortaleza de Älvsborg.

### Gotemburgo de Carlos IX
O rei Gustavo Vasa tentou construir uma nova cidade perto da antiga fortaleza de Älvsborg, mas não teve sucesso. Quando a Suécia se tornou uma grande potência europeia no século XVII, seu filho, o rei Carlos IX, fundou uma cidade na margem norte do Göta älv e perto da saída para o mar, na ilha Hisingen. Esta foi a primeira vez que a cidade foi nomeada Gotemburgo.
Esta cidade de vida curta foi quase totalmente habitada por comerciantes e imigrantes holandeses, e o holandês era a língua oficial. O rei sueco atraiu os holandeses para a Suécia com a promessa de livre comércio e também de livre prática religiosa (a situação na Holanda tornou-se problemática). Eles gozavam de privilégios como vinte anos de isenção de impostos e taxas alfandegárias reduzidas. Em troca, a Suécia e a costa oeste poderiam se beneficiar das habilidades e conexões comerciais dos holandeses.
A cidade recebeu o direito de cunhar suas próprias moedas de ouro e prata, bem como ter seus representantes no parlamento.
No entanto, a ilha de Hisingen estava em uma posição frágil – eles não podiam resistir aos dinamarqueses. Logo após a eclosão da Guerra de Calmar, em 12 de junho de 1611, a cidade foi incendiada.

## Fundação

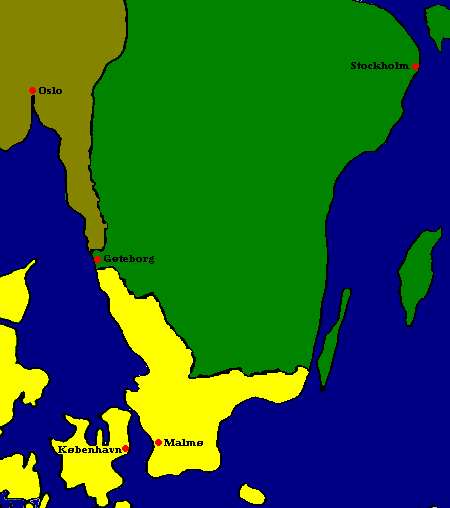
Localização de Gotemburgo por volta de 1600 (Dinamarca em amarelo e Noruega em marrom)

Em 1621, o rei sueco Gustavo Adolfo II, filho de Carlos IX, decidiu a localização da atual Gotemburgo. O assentamento utilizou as habilidades de fortificação dos imigrantes holandeses. Gotemburgo foi capaz de crescer e prosperar dentro das muralhas da cidade. A partir deste ponto, o enclave escocês na cidade recebeu dois assentos no conselho da cidade. O conselho da cidade de 1641 consistia de quatro membros suecos, três holandeses, três alemães e dois escoceses.
A cidade foi fortemente influenciada pelos holandeses. Seus planejadores urbanos foram contratados para construir a cidade, pois tinham as habilidades necessárias para construir nas áreas pantanosas ao redor da cidade. A cidade foi planejada após as cidades holandesas terem canais, como Amsterdã, embora o projeto dos canais de Gotemburgo seja na verdade o mesmo usado para Jacarta. Os holandeses inicialmente conquistaram o poder político na cidade e não foi até 1652, quando o último político holandês no conselho da cidade morreu, que os suecos adquiriram o poder político completo sobre Gotemburgo. Durante o período holandês, a cidade seguiu as leis da cidade holandesa e houve propostas para tornar o holandês a língua oficial da cidade.
O brasão de armas de Gotemburgo foi baseado no leão do brasão de armas da Suécia, segurando simbolicamente um escudo com o emblema nacional, as Três Coroas, para se defender contra seus inimigos.
No Tratado de Roskilde (1658), a Dinamarca-Noruega cedeu a então província dinamarquesa Halland ao sul, e a província norueguesa do condado de Bohus, ou Bohuslän, ao norte, deixando Gotemburgo em uma posição menos exposta. Gotemburgo foi capaz de se tornar um importante porto e centro comercial na costa oeste, graças ao fato de ser a única cidade da costa oeste que recebeu, junto com Marstrand, os direitos de comércio com comerciantes de outros países.

## Uma cidade portuária em crescimento

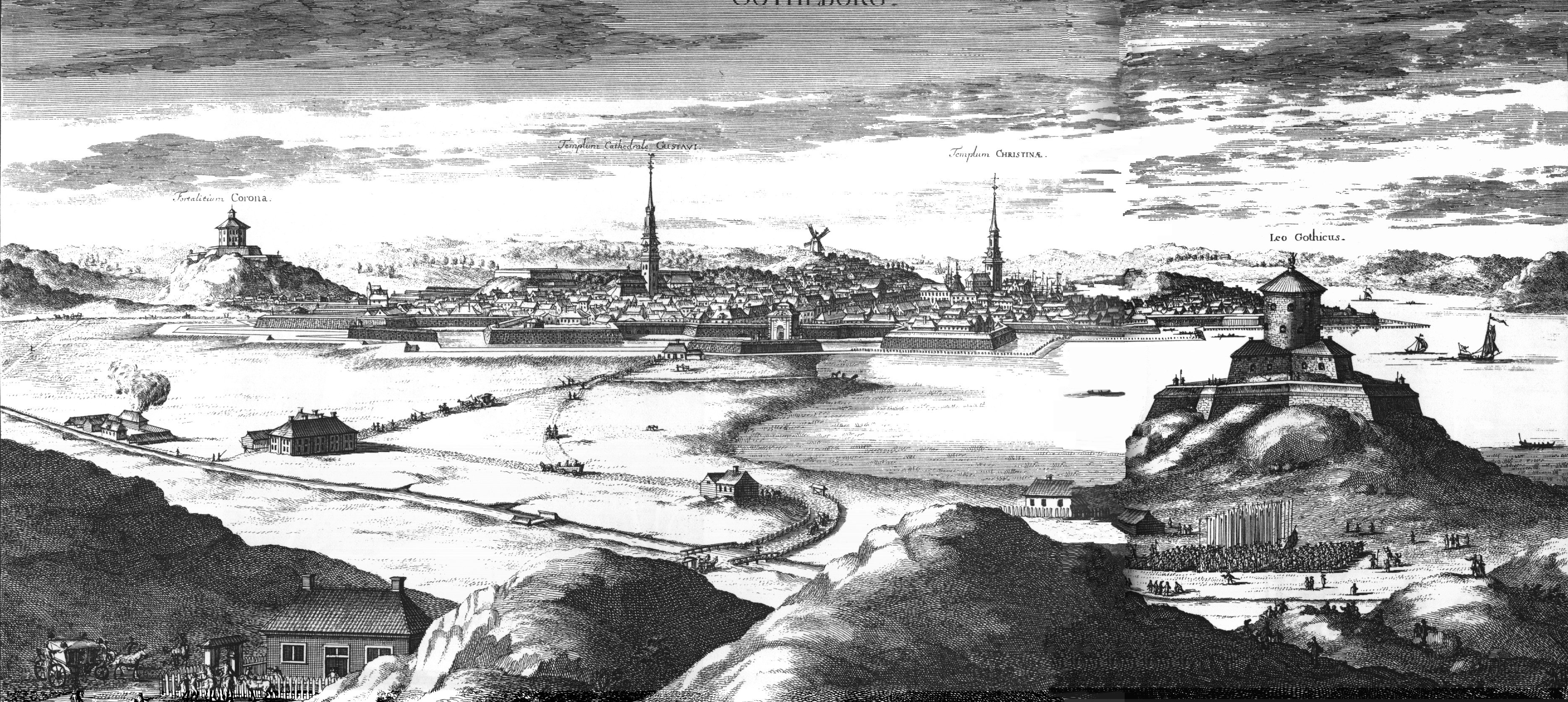
Göteborg por volta de 1700, em Suecia Antiqua et Hodierna

No século XVIII, a pesca era a indústria mais importante. No entanto, em 1731 foi fundada a Companhia Sueca das Índias Orientais, e a cidade floresceu devido ao seu comércio exterior com expedições comerciais altamente lucrativas aos países asiáticos.
O porto desenvolveu-se no principal porto da Suécia para o comércio para o oeste e com a emigração sueca para a América do Norte aumentando, Gotemburgo tornou-se o principal ponto de partida da Suécia. O impacto de Gotemburgo como principal porto de embarque para emigrantes suecos é refletido por Gotemburgo, Nebraska, um pequeno assentamento sueco nos Estados Unidos.